# 뱀자리 감마
뱀자리 감마는 뱀자리에 있는 항성으로, 성좌 그림에서 뱀의 머리 부분에 해당한다. 뱀자리 감마의 고유 명칭은 아이날하이(아인 알하이, 아인 엘하이)로 아랍어 عين الحية에서 유래한 그 의미는 ‘뱀의 눈’이다.
뱀자리 감마는 분광형 F의 황백색 왜성으로 겉보기 등급은 3.85이다. 종종 뱀자리 감마에 10등급의 반성 두 개가 존재하는 것으로 목록에 기재되어 왔다. 그러나 이 두 별들은 단순한 겉보기 이중성으로 보인다. 감마별은 지구에서 약 36.3광년 떨어져 있다.

## 참고 문헌
- “HD 142860 -- Variable Star”. 《SIMBAD Astronomical Database》. 2007년 1월 23일에 확인함.